# 瞻榆镇
瞻榆镇，是中华人民共和国吉林省白城市通榆县下辖的一个乡镇级行政单位。

## 行政区划
瞻榆镇下辖以下地区：
瞻榆社区、东关村、西关村、东胜村、民胜村、蔬菜村、四合村、卫国村、兴龙村、大宁村、四明村、丰盛村、昌盛村、向阳村、东升村、繁荣村、前进村、前锋村、新胜村、新立村和耀东村。